# Jan Gmyrek
Jan Wojciech Gmyrek (Cracóvia, 2 de março de 1951) é um ex-handebolista profissional polaco, medalhista olímpico.
Jan Gmyrek fez parte do elenco medalhista de bronze das Olimpíadas de Montreal, em 1976. Ele jogou cinco partidas anotando 15 gols.